# Caligus hyalinus
Caligus hyalinus is een eenoogkreeftjessoort uit de familie van de Caligidae. De wetenschappelijke naam van de soort is voor het eerst geldig gepubliceerd in 1868 door Czerniavski.